# Nambu-Goto-Wirkung
Die Nambu-Goto-Wirkung (englisch Nambu-Goto action, nach Yōichirō Nambu und Tetsuo Gotō) ist die einfachste mögliche Wirkung einer konformen Feldtheorie auf einer zweidimensionalen Mannigfaltigkeit und die Wirkung der bosonischen Stringtheorie.
{\displaystyle S=T\int \limits _{\Sigma }d\sigma d\tau {\sqrt {-|h|}}}.
Sie wurde 1970 von Yōichirō Nambu und 1971 von Tetsuo Gotō eingeführt.
Sie ist äquivalent zur Polyakov-Wirkung. Weiter siehe Stringtheorie.